# Radków (gemeente in powiat Kłodzki)
De gemeente Radków is een stad- en landgemeente in Neder-Silezië, in powiat Kłodzki.
De gemeente bestaat uit miasto Radków en 11 administratieve plaatsen solectwo : Gajów, Karłów-Pasterka, Raszków, Ratno Dolne, Ratno Górne, Suszyna, Ścinawka Dolna, Ścinawka Górna, Ścinawka Średnia, Tłumaczów, Wambierzyce
De zetel van de gemeente is in miasto Radków.

## Aangrenzende gemeenten
Nowa Ruda, Szczytna, Kudowa Zdrój. De gemeente grenst aan Tsjechië